# RNAS Yeovilton

i7
i11
i13
Die Royal Naval Air Station Yeovilton (IATA-Code: YEO, ICAO-Code: EGDY), kurz RNAS Yeovilton, und der Zusatzbezeichnung HMS Heron, ist ein Militärflugplatz des Fleet Air Arm der britischen Royal Navy einige Kilometer nördlich von Yeovil in der Grafschaft Somerset, England. Die Basis ist neben RNAS Culdrose einer von zwei Landstützpunkten für Luftfahrzeuge der RN und beherbergt auch Heeresflieger-Einheiten. Yeovilton ist Typstützpunkt der AgustaWestland AW159-Aufklärungs-Helikopter. Die dem Joint Helicopter Command (JHC) unterstellten Wildcats werden Teil einer im Aufbau befindlichen Aviation Reconnaissance Force.

## Geschichte
Im Jahre 1938 erkannte der damalige Chefpilot des im benachbarten Yeovil beheimateten Flugzeugherstellers Westland Aircraft die Eignung des Geländes als Flugplatz. Die Church of England als Landbesitzerin schlug das Kaufangebot zunächst aus, im Folgejahr enteignete der Staat 169 ha Land und die Admiralty Air Division begann mit dem Bau des Flugplatzes. Aufgrund von Entwässerungsproblemen wurde die Basis erst 1941 mit einer Hauptstart- und Landebahn von 1111 m Länge und drei weiteren 914 m langen Pisten fertiggestellt.
Bereits vor der Fertigstellung belegte mit der 750 Naval Air Squadron eine erste Flugstaffel die neue Basis, denen die 751 und 752 sowie die Naval Air Fighter School bald folgten. Auch die Firma Westland eröffnete in Yeovilton einen Standort für Reparaturen. Ab Juli 1940 war der Flugplatz öfters Angriffsziel von Bombern der deutschen Luftwaffe. Für die Schulung von Starts und Landungen auf den Flugzeugträgern der Flotte war ein Teil der Piste als Flugdeck markiert. Aufgrund der hohen Belegung im weiteren Verlauf des Zweiten Weltkrieges wurden 1942 in der Nachbarschaft die Satelliten-Flugfelder Charlton Horethorne und Henstridge eingerichtet. Die meisten eingesetzten Flugzeugtypen während des Krieges waren solche der Firma Fairey.
Nach Kriegsende diente die Basis zunächst als Demobilisationszentrum der RN, die 1952 beschloss, dass Yeovilton zukünftig einziger Landstützpunkt der Allwetter-Kampfflugzeuge des FAA werden sollte. Hierzu wurde das Start- und Landebahnsystem in den 1950er Jahren erweitert und ab 1953 beherbergte der Standort auch das Hauptquartier des Flag Officer Flying Training. Eingesetzte Flugzeugtypen in diesen Jahren waren u. a. die Sea Vampire und Sea Venom.

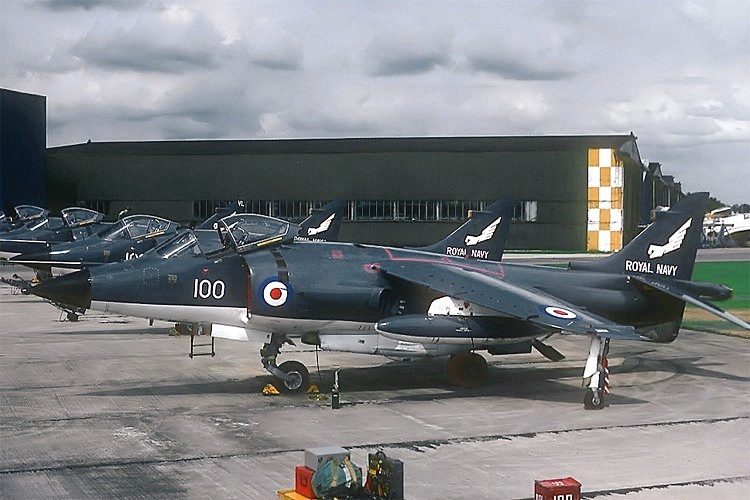
BAe Sea Harrier FRS.1 der 899 Naval Air Squadron in Yeovilton, 1982

In den 1960er Jahren beherbergte die Basis die School of Fighter Direction und die stationierten Flugzeugtypen waren zunächst die Sea Vixen und später die Phantom FG.1, das bisher letzte horizontal startende und landende Träger-Luftfahrzeugmuster des FAA.
In den 1970er Jahren verlegte der Flag Officer, Naval Air Command (FONAC) von RNAS Lee-on-Solent nach Yeovilton und mit Abgabe der Phantoms an die Royal Air Force und Außerdienststellung der letzten Katapultstart-Flugzeugträger verblieben in Yeovilton neben den Commando-Helikoptern Wessex HU.5 und Sea King HC.4 nur noch Hawker Hunter GA.Mk.11 und English Electric Canberra TT.Mk.18 zur Zieldarstellung sowie für Schiffs-Angriffe.
In den letzten beiden Jahrzehnten des 20. Jahrhunderts wurde die Station erneut zur Landbasis der Sea Harrier Senkrechtstarter. Eine „Ski-Jump“-Rampe diente in diesen Jahren dem Training von Deckstarts (STOVL). Ihre ersten Kampfeinsätze flogen die Harrier 1982 im Falklandkrieg. Während der Operation Deny Flight flogen die Harrier Luftnahunterstützung von Flugzeugträger Invincible in der Adria. Mit Außerdienststellung der Sea Harrier verblieben in Yeovilton erneut hauptsächlich Hubschrauberstaffeln.
Ende der 1990er verlegten zusätzlich schließungsbedingt die zuvor auf der RNAS Portland stationierten Lynx-Helikopter nach Yeovilton. Daneben wurde die Station im September 2014 auch Basis des 1. Regiments des Army Air Corps (AAC), das zuvor auf dem Flughafen Gütersloh lag. Das Hauptquartier hatte schon Ende 2013 nach Somerset verlegt und nach dem im Frühjahr 2015 erfolgten Beginn des Wildcat-Flugbetriebs soll das Regiment nach Zulauf sämtlicher Wildcats aus vier Einsatz-Staffeln bestehen. Parallel zum Zulauf der Wildcats wurden die letzten Lynx HMA.8 noch bis Ende März 2017 weiterbetrieben.
Im Hinblick auf die schließlich Ende März 2016 erfolgte Außerdienststellung der Commando HC.4, die bei der 845. und der 848. Naval Air Squadron im Dienst standen, trafen im März 2015 die ersten Merlin HC.3/HC.3A aus RAF Benson kommend ein.

## Heutige Nutzung
Zurzeit (2023) ist die Station Basis von Helikoptern von Army und RN, ein Teil der RN-Einsatzstaffeln dient den Einsätzen der Royal Marines.
- 727. Naval Air Squadron, Staffel für die Basisschulung angehender Marineflieger, ausgerüstet mit der Tutor T.1
- 815. Naval Air Squadron, Einsatzstaffel ausgerüstet mit der Wildcat HMA.2 (seit April 2016)[3]
- 825. Naval Air Squadron, Schulstaffel ausgerüstet mit der Wildcat HMA.2
- 845. Naval Air Squadron, ausgerüstet mit der Merlin HC.3/4, seit Juni 2016
- 846. Naval Air Squadron, ausgerüstet mit der Merlin HC.3/4, seit März 2015[4]
- 847. Naval Air Squadron, Einsatzstaffel ausgerüstet mit der Wildcat AH.1
- 1. Regiment AAC, neben der 652. Squadron als gemeinsamer Army/RN Umschuleinheit zur Zeit zwei Wildcat AH.1 Einsatzstaffeln, die 659. und 661. Squadron. Hinzu kommt die 651. Squadron.